# 點斑澳隆頭魚
點斑澳隆頭魚，為輻鰭魚綱鱸形目隆頭魚亞目隆頭魚科的其中一種，分布於澳洲南部海域，棲息深度10-40公尺，體長可達12.6公分，棲息在礁石區海域，生活習性不明。
其种加词“maculatus”意为“有斑点、斑块、斑纹的”。